# Шоліна Галина Семенівна
Галина Семенівна Шоліна (Лахтадир) (Панченко) (25 жовтня 1918 — 18 червня 2006) — українська радянська співачка (ліричне сопрано), Заслужена артистка УРСР (1950). Солістка Київського державного театру опери та балету, педагог, завідувачка кафедри теорії, історії музики та постановки голосу Київського педагогічного інституту ім. М. Горького.

## Біографія

Надгробок Галини Шоліної, Байкове кладовище

Народилася 25 жовтня 1918 року в селі Будаївка, Будаївської волості Київського повіту Київської губернії (тепер м. Боярка Києво-Святошинського району Київської області).
В 1948 закінчила Київську консерваторію, вокальний педагог — Євтушенко Дометій Гурійович.
В 1948—1970 — солістка Київського театру опери та балету.
З 1968 по 1988 роки викладала у Київському педагогічному інституті ім. М. Горького, була завідувачкою кафедри теорії, історії музики та постановки голосу.
Померла на 88-му році життя 18 червня 2006 року. Похована разом із родиною на Байковому кладовищі (ділянка № 39, 50°25′9.30″ пн. ш. 30°30′16.50″ сх. д. / 50.4192500° пн. ш. 30.5045833° сх. д.).

## Партії
Співала провідні жіночі партії в операх Лисенка («Наталка Полтавка», «Різдвяна ніч»), Оксана («Запорожець за Дунаєм» Гулака-Артемовського), Гелена, Галя («Богдан Хмельницький», «Назар Стодоля» Данькевича), Антоніда («Іван Сусанін» Глінки), Ельза («Лоенгрін» Вагнера), Маргарита («Фауст» Гуно), Марфа («Царева наречена» Римського-Корсакова).

## Нагороди
Лауреат Державної премії СРСР, Сталінської премії за виконання партії Антоніди з опери Іван Сусанін Лауреати сталінської премії в області літератури та мистецтва (1949)
Нагороджена орденами Трудового Червоного Прапора та «Знак Пошани», Державною премією СРСР, 1949.

## Відео
- Галина Шоліна — Ой не світи, місяченьку  [Архівовано 2 листопада 2020 у Wayback Machine.]